# EVV Eindhoven in het seizoen 1976/77
Het seizoen 1976/1977 was het 23e jaar in het bestaan van de Eindhovense betaaldvoetbalclub Eindhoven. De club kwam uit in de Eredivisie en eindigde daarin op de 17e plaats, dit betekende dat de club rechtstreeks degradeerde naar de Eerste divisie. Tevens deed de club mee aan het toernooi om de KNVB Beker, hierin werd in de tweede ronde, na verlenging, verloren van Feyenoord (0–1).

## Wedstrijdstatistieken

### Eredivisie
|       | Ajax  | FC Amsterdam | AZ '67 | Feyenoord | Go Ahead Eagles | De Graafschap | FC Den Haag | Haarlem | NAC   | N.E.C. | PSV   | Roda JC | Sparta Rotterdam | Telstar | FC Twente '65 | FC Utrecht | FC VVV |
| ----- | ----- | ------------ | ------ | --------- | --------------- | ------------- | ----------- | ------- | ----- | ------ | ----- | ------- | ---------------- | ------- | ------------- | ---------- | ------ |
| Thuis | 0 – 1 | 3 – 0        | 0 – 7  | 0 – 4     | 2 – 2           | 1 – 0         | 1 – 0       | 2 – 1   | 1 – 1 | 3 – 1  | 2 – 2 | 0 – 0   | 0 – 0            | 1 – 0   | 1 – 1         | 1 – 2      | 1 – 1  |
| Uit   | 3 – 2 | 0 – 0        | 3 – 0  | 1 – 1     | 0 – 0           | 2 – 0         | 1 – 1       | 3 – 2   | 4 – 1 | 2 – 0  | 3 – 0 | 2 – 0   | 3 – 0            | 3 – 1   | 4 – 0         | 6 – 1      | 0 – 0  |

### KNVB Beker
| 2e ronde                                              | Feyenoord                 | 1 – 0 Na verlenging | Eindhoven |
| 21 november 1976 Plaats: Rotterdam Stadion Feijenoord | Michel van de Korput 106' |                     |           |

## Statistieken Eindhoven 1976/1977

### Eindstand Eindhoven in de Nederlandse Eredivisie 1976 / 1977
| Stand | Gespeeld | Gewonnen | Gelijk | Verloren | Punten | Doelpunten voor | Doelpunten tegen |
| ----- | -------- | -------- | ------ | -------- | ------ | --------------- | ---------------- |
| 17e   | 34       | 6        | 12     | 16       | 24     | 28              | 63               |

### Topscorers
| #      | Naam             | Goal |
| ------ | ---------------- | ---- |
| 1.     | Pleun Strik      | 7    |
| 2.     | Hans Bleijenberg | 6    |
| 3.     | Aart Goedhart    | 5    |
| 4.     | Lambert Kreekels | 2    |
| 4.     | Huub Posthuma    | 2    |
| 4.     | Cees Schapendonk | 2    |
| 7.     | Henk Bloemers    | 1    |
| 7.     | Chris Bruinen    | 1    |
| 7.     | Slobodan Savić   | 1    |
| 7.     | Leen Warnaar     | 1    |
| Totaal | Totaal           | 28   |

| #      | Naam        | Goal |
| ------ | ----------- | ---- |
| –      | Geen speler | 0    |
| Totaal | Totaal      | 0    |

## Voetnoten
Ajax ·
FC Amsterdam ·
AZ '67 ·
Eindhoven ·
Feyenoord ·
Go Ahead Eagles ·
De Graafschap ·
FC Den Haag ·
Haarlem ·
NAC ·
N.E.C. ·
PSV ·
Roda JC ·
Sparta ·
Telstar ·
FC Twente '65 ·
FC Utrecht ·
FC VVV